# Flors trencades
Flors trencades (títol original en anglès: Broken Flowers) és una pel·lícula francoestatunidenca de 2005 escrita i dirigida per Jim Jarmusch i protagonitzada per Bill Murray, que va guanyar el Gran Premi del Jurat al Festival Internacional de Cinema de Canes d'aquell any. Ha estat doblada al català.
Explica la història d'un antic "don Joan" que inicia un viatge per tot el país per tal de localitzar quatre de les seves ex-amants després d'haver rebut una carta anònima dient-li que té un fill; però el viatge, a més de trobar alguna cosa que el connecti o no a cadascuna de les dones de la seva vida, el fa reflexionar més del que pensava sobre el seu passat i trobar-se a si mateix.

## Argument
Don Johnston (Bill Murray) és un home madur, solter i inexpressiu, que gaudeix d'una vida tranquil·la gràcies a la petita fortuna que va fer temps enrere invertint en ordinadors, i a qui agrada relaxar-se mirant pel·lícules antigues i escoltant música clàssica. Un dia, sense donar més explicacions, la seva xicota Sherry (Julie Delpy) l'abandona; però una estona més tard rep una misteriosa carta anònima de color rosa, suposadament d'una exparella de Don, que li informa que és pare d'un noi de 19 anys que el vol conèixer.
El seu veí Winston (Jeffrey Wright), un home de família entusiasta de les novel·les de misteri, el convenç que ha de localitzar les seves ex-amants que puguin ser la mare d'aquest noi. Winston troba les residències de cinc dones candidates a ser l'autora de la carta i empeny Don a emprendre el viatge per visitar-les i trobar el seu fill, donant-li mapes i les reserves dels vols i oferint-se a dur-lo ell mateix a l'aeroport l'endemà al matí.
Malgrat les reticències de Don a volar, finalment accepta enfrontar-se al seu passat a la recerca de pistes per trobar el seu fill. Així, doncs, es presenta per sorpresa a casa de Laura (Sharon Stone), una vídua que és mare de Lolita (Alexis Dziena), una adolescent que intenta seduir-lo; aquella nit Don i la insaciable Laura dormen junts. Després visita Dora (Frances Conroy), una calculadora i exitosa agent immobiliària que viu amb el seu marit Ron (Christopher McDonald); posteriorment li duu flors a Carmen Markowski (Jessica Lange), una psicòloga especialista en comunicació animal que té un embolic amb la seva secretària (Chloë Sevigny); i llavors va a veure a Penny (Tilda Swinton), una motorista que guarda un fort ressentiment cap a Don. Un amic d'aquesta acaba noquejant Don, que es desperta l'endemà dins del seu cotxe amb les flors trencades (les "broken flowers" del títol).
Ja una mica desesperat, coneix Sun Green (Pell James), una jove i atractiva florista, i anirà a deixar les flors a la tomba de Michelle Pepe, la cinquena dona, i la que es pensava que seria la mare abans de saber que havia mort cinc anys enrere. Finalment, tornant cap a casa, es troba un jove autoestopista a la carretera (Mark Webber) a qui li compara un entrepà; quan Don li fa un comentari sobre el fet que el noi es pensa que ell és el seu pare, el jove fuig.

## Repartiment
- Bill Murray: Don Johnston
- Jeffrey Wright: Winston

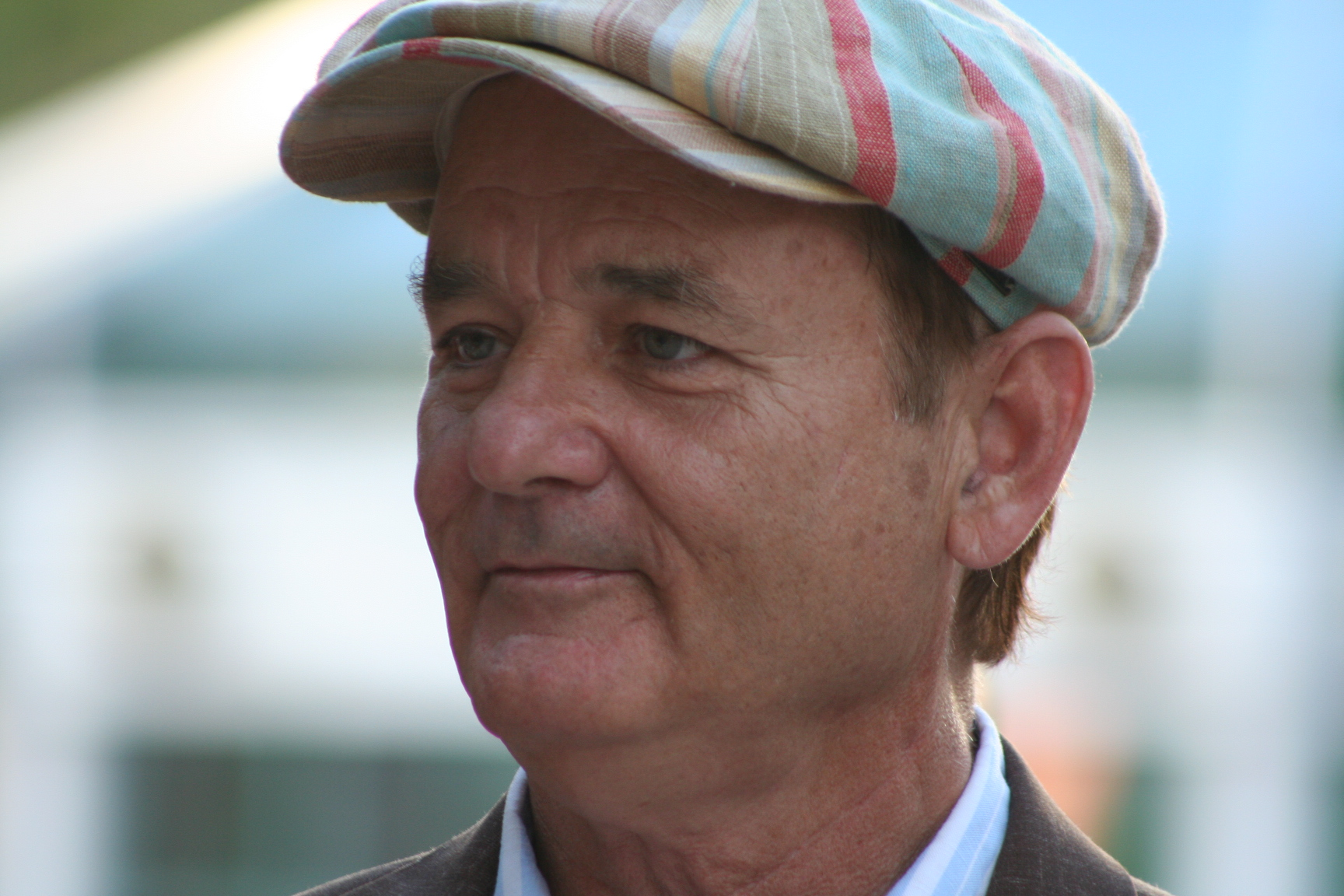
Bill Murray el 2009.

- Sharon Stone: Laura Daniels Miller
- Frances Conroy: Dora Anderson
- Christopher McDonald: Ron Anderson
- Jessica Lange: Dr. Carmen Markowski
- Tilda Swinton: Penny
- Julie Delpy: Sherry
- Alexis Dziena: Lolita Miller
- Chloë Sevigny: secretària de Carmen
- Pell James: Sun Green
- Meredith Patterson: auxiliar de vol
- Ryan Donowho: home jove a l'autobús
- Mark Webber: el noi

## Producció
La pel·lícula es va rodar a Yonkers (Nova York), Mahwah (Nova Jersey), Nova York, Ossining (Nova York), Wayne (Nova Jersey) i White Plains (Nova York).

### Recepció
La pel·lícula va estrenar-se per primer cop a les sales de cinema el 5 d'agost de 2005, recaptant aquell cap de setmana 780.408$ en 27 cinemes; 15 setmanes després, Broken Flowers duia acumulats un total de 13.744.960$ als Estats Units, mentre que a nivell internacional n'aconseguia quasi el triple (32.975.531$), sumant un total de 46.720.491$.

## Premis i nominacions
Premis
- 2005 - Gran Premi del Jurat al Festival Internacional de Cinema de Canes: Jim Jarmusch[2]
- 2005 - Millor actor secundari, per la San Diego Film Critics Association: Jeffrey Wright[5]

Nominacions
- 2006 - Bodil a la millor pel·lícula estatunidenca: Jim Jarmusch[6]
- 2005 - Millor pel·lícula independent estrangera als Premis British Independent Film[6]
- 2005 - Palma d'Or al Festival Internacional de Cinema de Canes: Jim Jarmusch[2]
- 2005 - Millor guió original, per l'Online Film Critics Association[5]
- 2006 - Independent Spirit al millor actor secundari: Jeffrey Wright[5]

## Banda sonora
Com a la resta de les bandes sonores de les pel·lícules de Jim Jarmusch, la banda sonora de Broken Flowers ofereix una eclèctica barreja de música, combinant amb mestria el jazz de l'etíop Mulatu Astatke (el tema principal) amb garage rock, stoner metal, soul, reggae rocksteady i música clàssica:

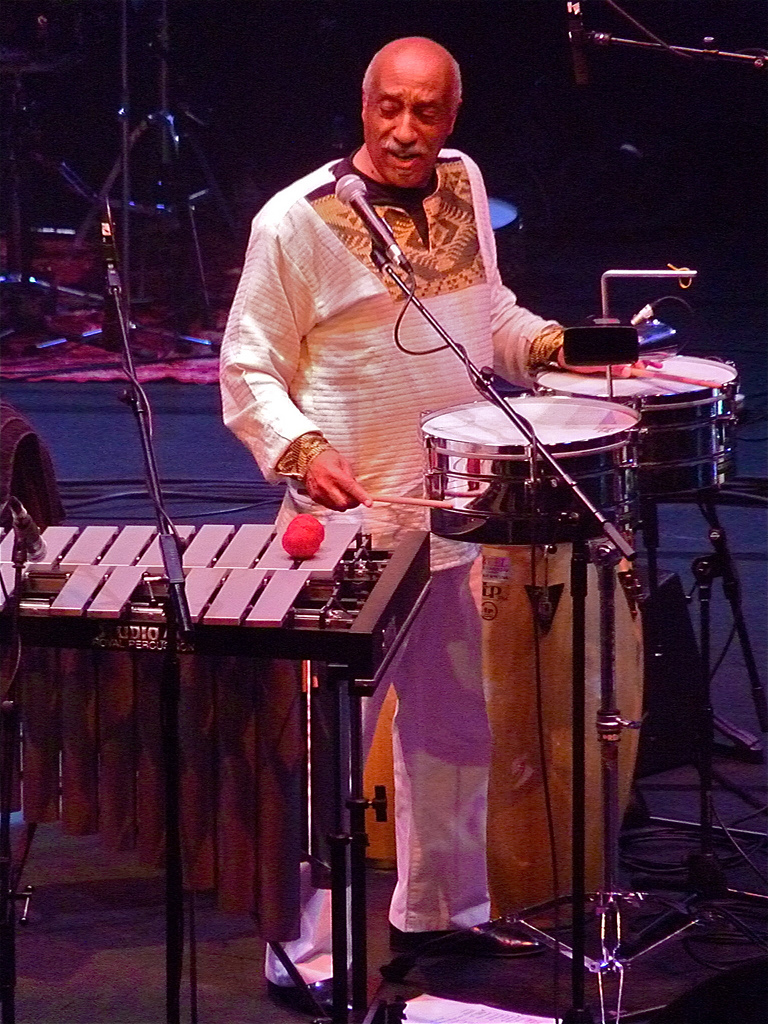
Mulatu Astatke, 2010.

1. "There Is an End" - Holly Golightly with The Greenhornes - 3:05
2. "Yegelle Tezeta" - Mulatu Astatke - 3:14
3. "Ride Yu Donkey" - The Tennors - 2:03
4. "I Want You" - Marvin Gaye - 3:57
5. "Yekermo Sew" - Mulatu Astatke - 4:03
6. "Not if You Were the Last Dandy on Earth" - The Brian Jonestown Massacre - 2:49
7. "Tell Me Now So I Know" - Holly Golightly - 2:02
8. "Gubèlyé" - Mulatu Astatke - 4:35
9. "Dopesmoker" - Sleep - 3:57
10. Rèquiem en re menor, op. 48 ("Pie Jesu"), de Gabriel Fauré - Oxford Camerata - 3:30
11. "Ethanopium" - Dengue Fever - 4:38
12. "Unnatural Habitat" - The Greenhornes - 2:08

També surten altres temes musicals a la pel·lícula, que no estan inclosos a l'àlbum:
- "Dreams" - The Allman Brothers Band
- "El Bang Bang" - Jackie Mittoo
- "Playboy Cha-Cha" - Mulatu Astatke
- "Mascaram Setaba" - Mulatu Astatke
- "Aire" (Pavan A 5 in C Minor), de William Lawes - Fretwork
- "Fantasy" (A 6 in F Major), de William Lawes - Fretwork
- "Alone in the Crowd" - Mulatu Astatke

## Galeria
Alguns dels actors i actrius que apareixen a la pel·lícula:

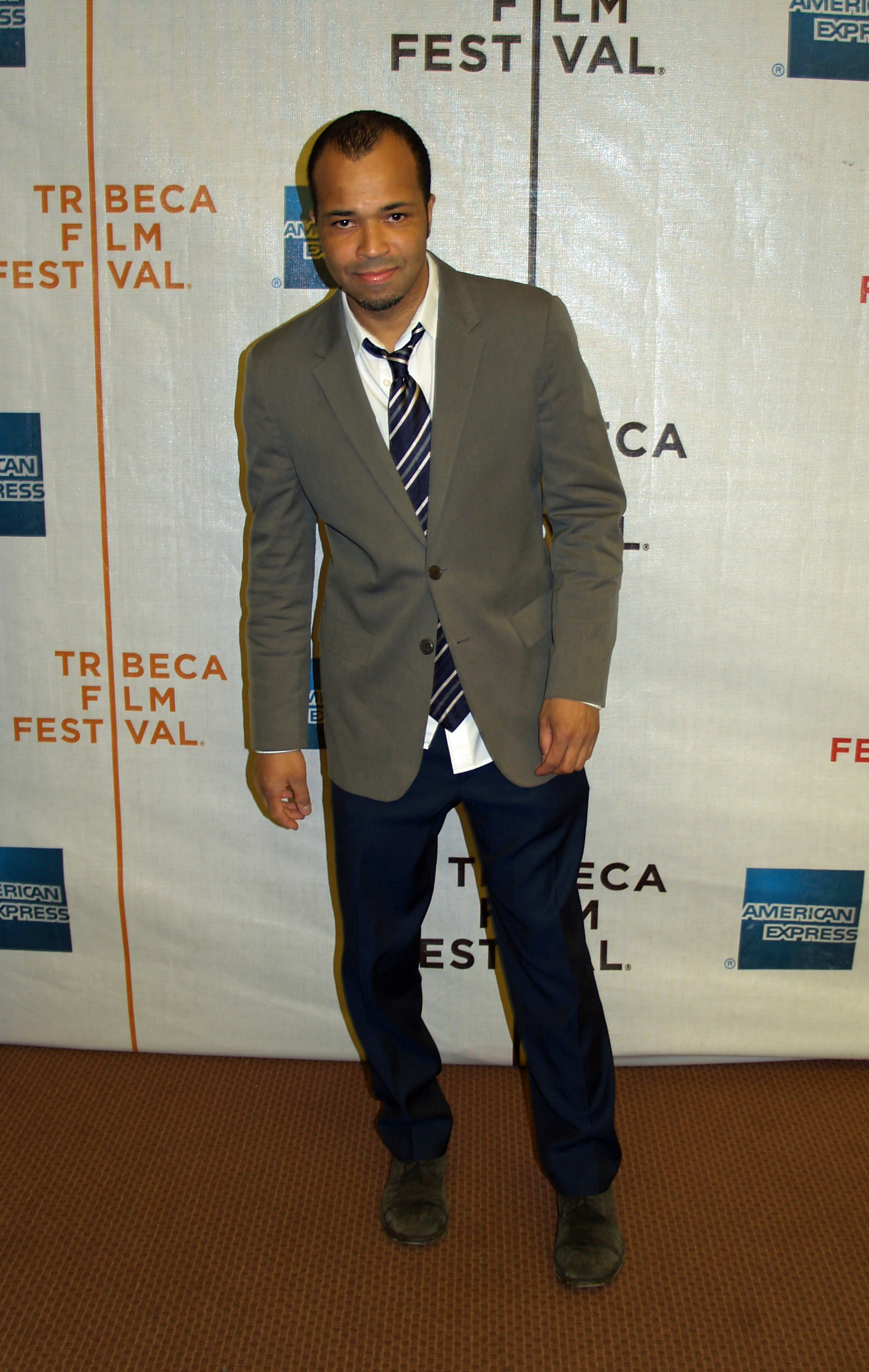
Jeffrey Wright
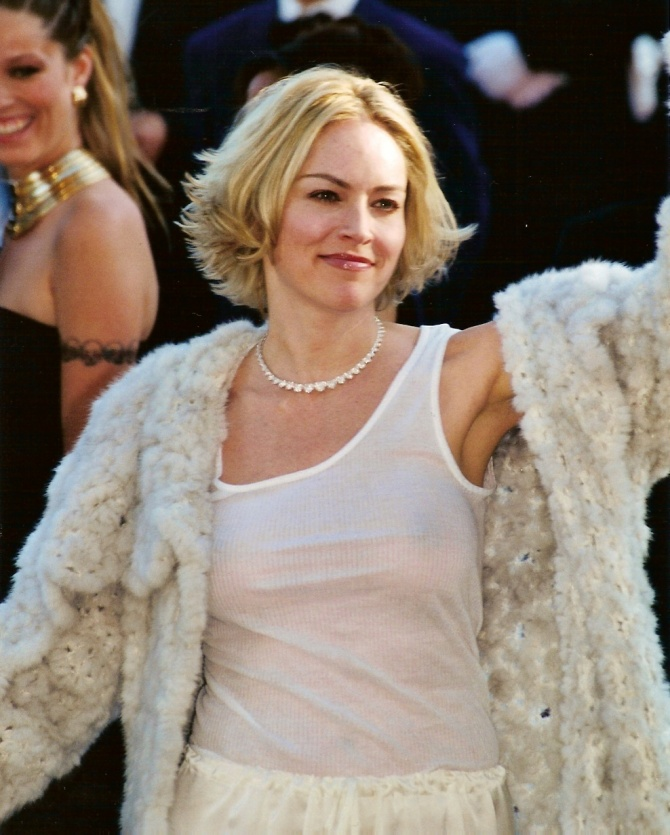
Sharon Stone
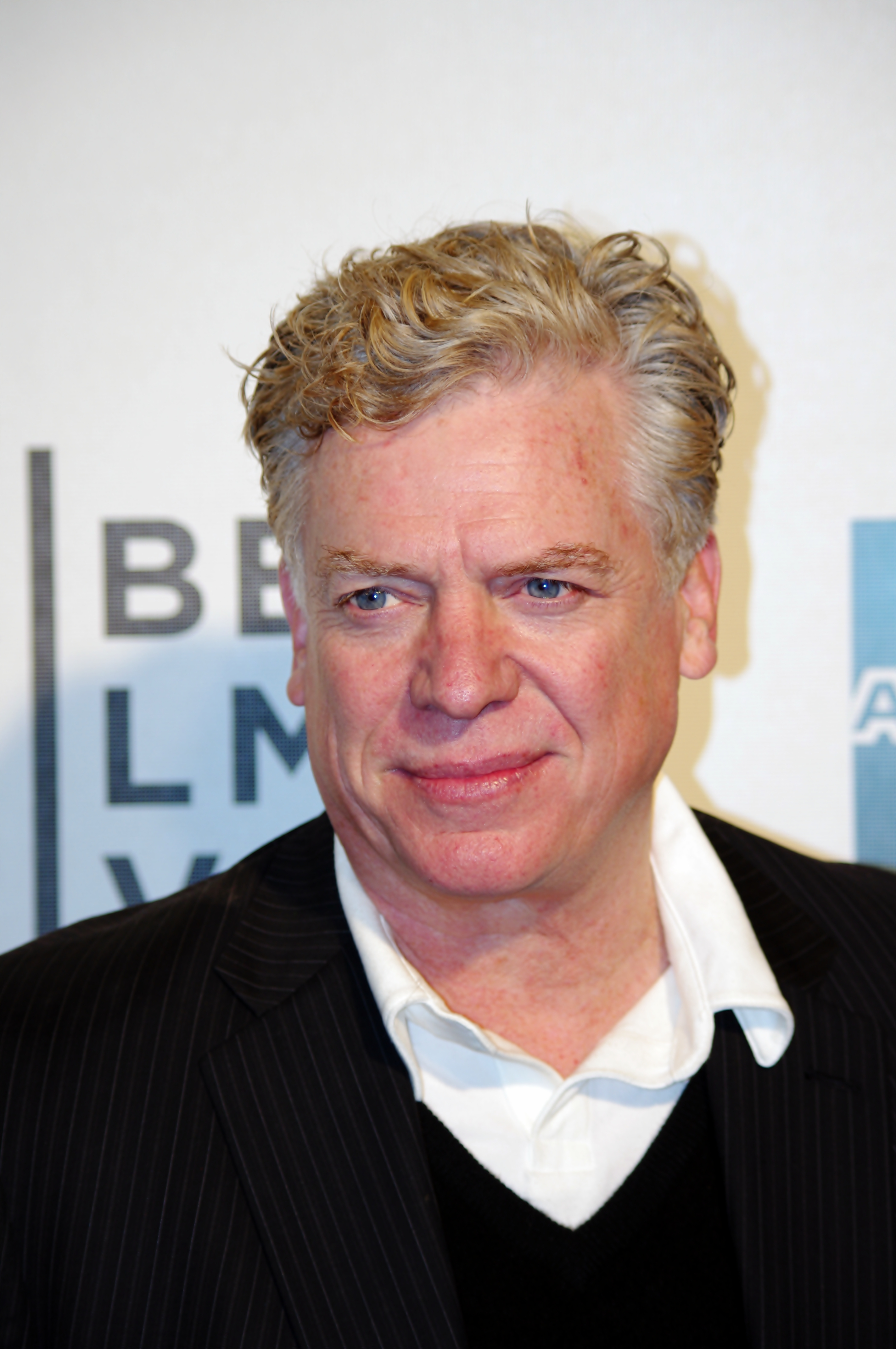
Christopher McDonald
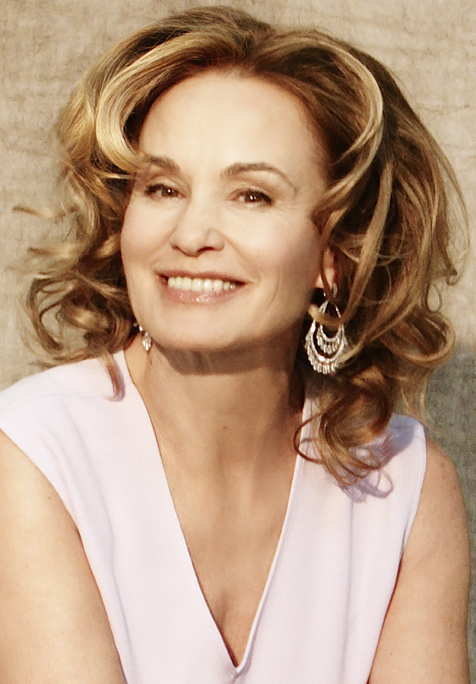
Jessica Lange
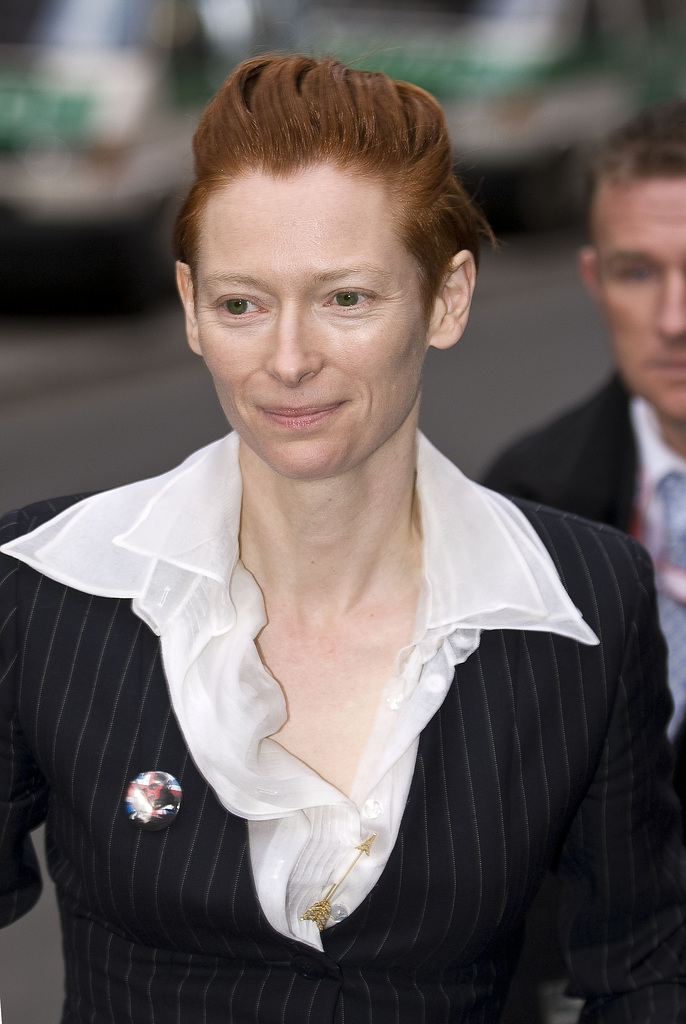
Tilda Swinton
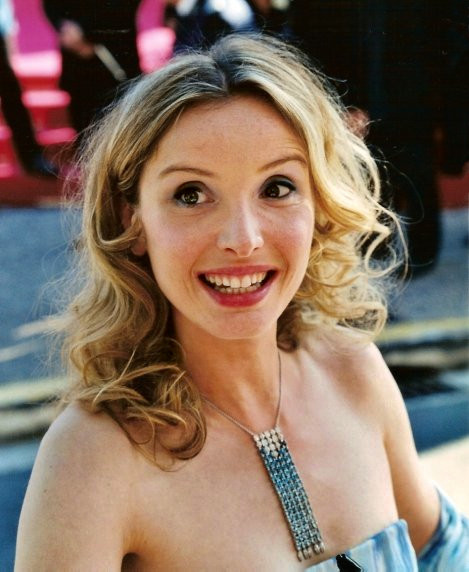
Julie Delpy
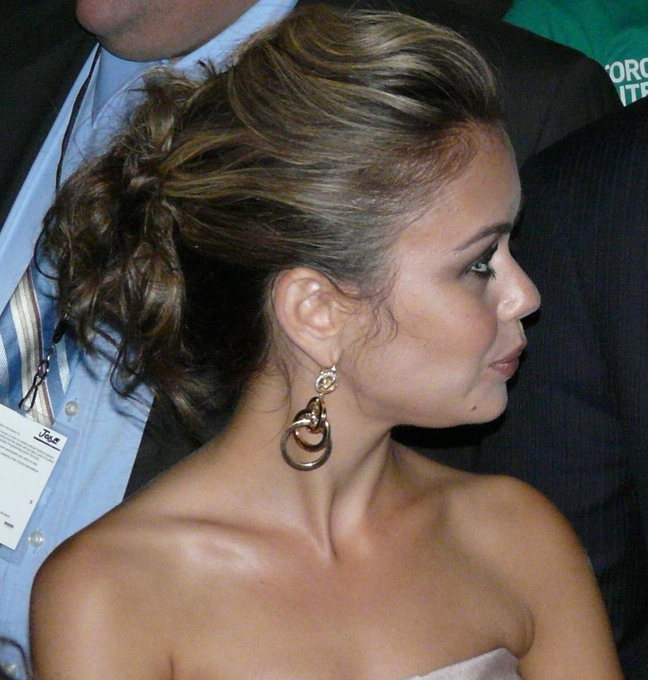
Alexis Dziena
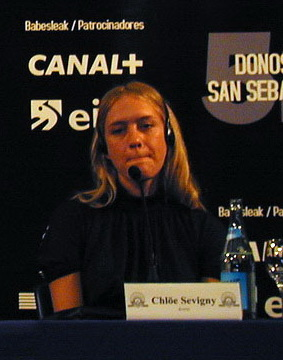
Chloë Sevigny
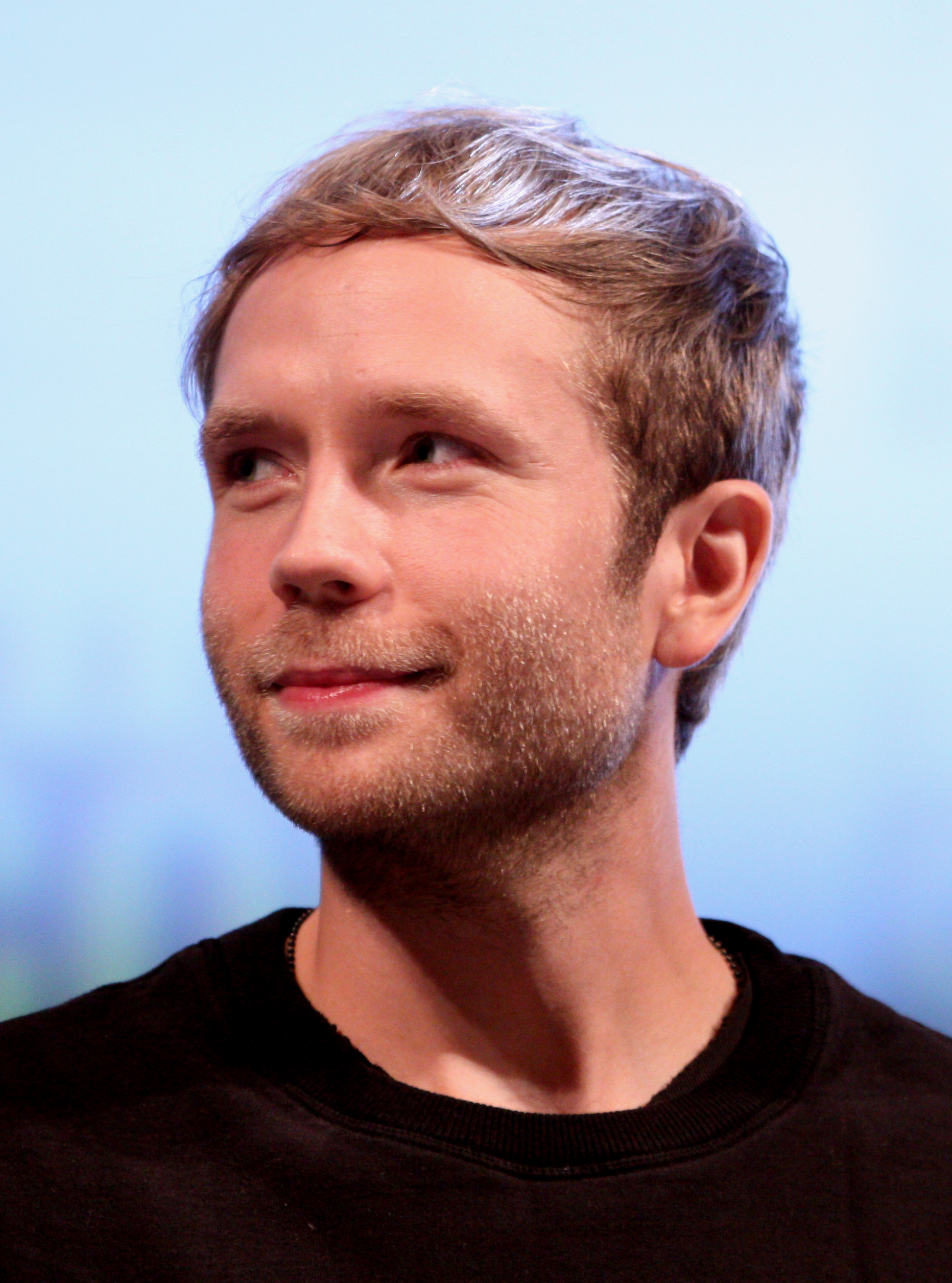
Mark Webber